# Oiba
Oiba est une municipalité colombienne située dans le département de Santander.